# Axelse Kreek
De Axelse Kreek is een kreekrestant dat zich bevindt ten zuidwesten van Axel
Het is een restant van het Axelse Gat, dat een vaarweg naar Axel en Hulst vormde, maar dat in 1790 voor het grootste deel werd ingepolderd, waarbij de Beoosten Blijpolder ontstond. Daartoe werd ook een dam aangelegd, de Sasdijk, alsmede een schutsluis, de Axelsche Sassing. Dam en schutsluis bevonden zich ten westen van de Axelse Kreek. Naar het oosten toe sluit de Axelse Kreek aan op het Zijkanaal naar Hulst.
Tegenwoordig is de Axelse Kreek met haar oevers een natuurgebied, dat eigendom is van Staatsbosbeheer. Er zijn rietkragen en vochtige weilanden te vinden. Het gebied sluit aan bij de Smitsschorre.